# Budivoj I. z Krumlova
Budivoj I. z Krumlova též Budivoj z Krumlova, ze Skalice a ze Sepekova (uváděn též německy jako Budiwoj von Krumau, Skalitz und Sepekau, * před rokem 1220 – kolem roku 1272) byl český šlechtic z mocného jihočeského rodu Vítkovců, větve pánů z Krumlova. Působil ve službách králů Václava I. a Přemysl Otakara II. Objevují se také další varianty jména Budiwoj de Krumbenowe, Budewoy, Budiwoi de Scharitz, Budiwoy von Skalitz, Budiboy de Zcalicz, Bodiboe de Scalicz ad.

## Život
Budivoj z Krumlova je doložen v letech 1220-1272. Jeho otec Záviš z Nechanic zastával v letech 1233 až 1236 post českého podkomořího. A v těchto letech jsou u královského dvora doloženi také jeho bratr Vítek. Královský palác však Vítkovci museli dočasně opustit, pravděpodobně kvůli sporům mezi českým králem a císařem Fridrichem II. o dědictví Babenberků. Vrátili se teprve po roce 1242.
V letech 1260-1266 používal Budivoj příponu jména „ ze Skalice“ (von Skalitz) a poté „ze Sepekova“ (von Sepakau).  Z této doby existují četné dokumenty, které inicioval on nebo v nichž vystupoval jako svědek, většinou společně se svým bratrem Vítkem:
- Budivoj, stejně jako jeho bratr „Witigo de Krumbenowe“ věnoval 1. června 1259 nově založenému klášteru Hohenfurt svůj podíl lesa, který byl později nazýván klášterním lesem (Klosterwald).
- V roce 1260 „Budiwoj de Krumbenowe“ je uveden jako svědek spolu s bratrem Vítkem v listině, jíž Vok z Rožmberka obnovil svou fundaci kláštera Hohenfurth („Dominus Budewoy et dominis Witigo de Krummenowe frater suus“).
- V témže roce se stal svědkem dokumentu „Budiwoy de Zcaliz“, kterým královna Markéta darovala Vokovi z Rožmberka hrabství Raabs v léno.
- Když Vok z Rožmberka dne 28. května 1261 ve Štýrském Hradci potvrdil dary učiněné Hohenfurtskému opatství, byli mezi svědky opět „Dominus Budewoy et dominis Witigo de Krummenowe“.
- Dne 12. května 1264 v Písku potvrdil král Přemysl Otakar II. výměnu panství se Stiro von Wetkowitz, jako svědci vystupovali "Budiwoi de Scharitz" a jeho bratr "Witigo de Crumnov" .
- Roku 1264 v Pasově "Budiwoy v. Skalitz“ a jeho manželka Perchta převedli vesnici Schintau (Schindlau) do vlastnictví Schläglského opatství. Jako svědek byl přítomen bratr Witigo de Chrumnav.
- Když dne 25. května 1265 Witigo von Skalitz a Hojer von Wittingau se vzdali práv na Walkersdorf ve prospěch kláštera ve Světlé místo svých sester, svědky byli bratři „Witigo de Chrumenow“ a „Budiboy de Zcalicz“. Téhož dne byli svědky listiny Ludmily von Reusch, s níž prodala podíl z Walkersdorfu klášteru Světlá.
- Dne 26. června 1266 byli „Bodiboe de Scalicz“ a jeho bratr „Witigo de Chrumnawe“ přítomni jako svědci ve Světlé, když Čeč z Velešína, se souhlasem své manželky Gisely z Kuenringu, cisterciáckému klášteru ve Světlé předal ves Reinprechts.

## Rodina a potomci
Budivoj byl ženatý s Perchtou (Bertou) z Falkenštejna, vnučkou Kalhocha II. z Falkenštejna, zakladatele kláštera Schlägl. Manželé měli několik dětí, z nichž nejznámější je Záviš z Falkenštejna.
- Perchta z Krumlova (nejistá; † po 1328) ∞ Vítek ze Švábenic
- jménem neznámá dcera ∞ Jetřich Špacman
- jménem neznámá dcera ∞ Hroznata z Húžic
- Vítek II. z Krumlova (též jako Witiko z Krumau, Hluboká, Skalitz a Ledenitz, † 1293)
- Záviš z Falkenštejna († 24. srpna 1290) ∞ (I) jménem neznámá; ∞ (II) Kunhuta Haličská (*1245 – † 9. září 1285); ∞ (III) Alžběta Kumánka (*1255 – † kolem 1319)
- Vok I. z Krumlova († kolem 1291)
- Budivoj II. z Krumlova též ze Skalice az Ledenic († 1300 v Polsku)
- Jan Henzlín (Henclinus) z Krumlova († 1300)